# K'inich Janaab Pakal II.

Umzeichnung einer Namensnennung von K'inich Janaab Pakal II.

K'inich Janaab Pakal II. war ein Herrscher (Ajaw) der Maya-Stadt Palenque der um das Jahr 742 regierte. Vor seiner Thronbesteigung trug er den Namen Upakal K'inich.

## Herkunft und Familie
Seine familiäre Verbindung zu seinem Amtsvorgänger K’inich Ahkal Mo’ Nahb III. (* 678; † nach 736) war lange unklar, und es wurde vermutet, dass er sein Sohn war. Reliefs aus Tempel XIX in Palenque, die 2002 entdeckt wurden, legen aber eher den Schluss nahe, dass er sein Bruder war. Die Reliefs zeigen K'inich Janaab Pakal I. (* 603; † 683), den bedeutendsten Herrscher Palenques, bei einem Blutopfer. Er wird begleitet von K'inich Ahkal Mo' Nahb III. und K'inich Janaab Pakal II., die hier mit ihren Kindheits-Namen bezeichnet sind. Da K'inich Ahkal Mo' Nahb III. recht sicher als Enkel von K'inich Janaab Pakal I. identifiziert werden kann und beim Tod seines Großvaters erst knapp fünf Jahre alt war, ist anzunehmen, dass hier eine Zeremonie dargestellt ist, die K'inich Janaab Pakal I. während seiner letzten Regierungsjahre im Beisein seiner noch im Kindesalter befindlichen Enkel durchführte. Das familiäre Verhältnis von K'inich Janaab Pakal II. zu seinem Amtsnachfolger K'inich Kan Bahlam III. ist unbekannt.

## Regierungszeit
Nach seiner Thronbesteigung nahm Upakal K'inich den Namen seines Großvaters an und regierte als K'inich Janaab Pakal II. Zur Unterscheidung von seinem Großvater kombinierte er aber auf Inschriften seinen Geburts- und seinen Thronnamen. Ereignisse aus seiner Regierungszeit sind kaum bekannt. Aus Tempel XIX in Palenque stammt die einzige Inschrift, die ein Datum aus seiner Regierungszeit nennt. Sie beschreibt die Einsetzung eines Würdenträgers in ein Amt am 29. Januar 742 (Lange Zählung 9.15.10.10.13, Kalenderrunde 8 Ben 16 Kumk'u) K'inich Janaab Pakal II. ist außerdem durch ein Porträt belegt, das aus dem Palast von Palenque stammt und möglicherweise durch ein weiteres von bislang unbestimmter Herkunft.
Während seiner Regierungszeit wurde wohl auch die Dame Chak Nik Ye' Xook nach Copán verheiratet, wo sie den späteren Herrscher dieser Stadt, Yax Pasaj Chan Yopaat zur Welt brachte.